# Willem Janssen (Fußballspieler, 1880)
Willem Gerhard Janssen (* 11. Juni 1880 in Lonneker; † 8. September 1976) war ein niederländischer Fußballspieler. Er bestritt im Jahr 1907 drei Länderspiele für die niederländische Fußballnationalmannschaft.

## Laufbahn
Willem Janssen war ein Mittelfeld- und Abwehrspieler bei PW Enschede. Mit dem Verein aus der Industriestadt in der Provinz Overijssel, am Twentekanal gelegen, zog er dreimal in Folge in die Endspiele um die Niederländische Fußballmeisterschaft ein. Das erste Finale mit seiner Mannschaft aus Enschede bestritt Janssen am 7. Mai/1. Juni 1905 gegen HVV Den Haag. Das zweite Finale erlebte er am 5. und 12. Mai 1906 mit den Spielen 2:3 und 2:4 gegen den HBS Den Haag, bevor er im Mai 1907 wiederum gegen HVV Den Haag die dritten Endspiele verlor.
Janssen debütierte am 1. April 1907 im fünften Länderspiel der Elftal in der Nationalmannschaft. In Den Haag verlor Oranje mit 1:8 gegen England (Amateure). Neben Kapitän John Heijning agierte er auf der linken Außenläuferposition. Am 14. April folgte sein zweiter Einsatz bei einem 3:1 in Antwerpen gegen Belgien, wobei er als Mittelläufer aktiv war. Mit seinem dritten Länderspiel am 9. Mai 1907 in Haarlem, wiederum gegen Belgien (1:2), beendete er seine internationale Karriere. Verteidiger Ben Stom hatte dabei alle bisherigen Länderspiele für die Elftal absolviert.